# Тат-Бікшик
Тат-Бікши́к (рос. Тат-Бикшик, башк. Тат-Бикшек) — присілок у складі Калтасинського району Башкортостану, Росія. Входить до складу Новокільбахтінської сільської ради.
Населення — 73 особи (2010; 104 у 2002).
Національний склад:
- татари — 91 %